# Église protestante luthérienne en Wurtemberg
L'Église protestante luthérienne en Wurtemberg (allemand : Evangelische Landeskirche in Württemberg littéralement: Église du pays ou régionale protestante en Wurtemberg) est une église luthérienne membre de l'Église protestante en Allemagne (EKD) dont le territoire est celui de l'ancien état de Wurtemberg, qui fait maintenant partie du Land de Bade-Wurtemberg.
La direction de l'église se trouve à Stuttgart. L'évêque président de l'église (Landesbischof) est Frank Otfried July (2005). Il y a quatre évêques régionaux (Regionalbischöfe), dont le siège est à Heilbronn, Stuttgart, Ulm, et Reutlingen.
L'Église protestante luthérienne en Wurtemberg compte 1 957 088 membres (2019) répartis dans environ 1 300 paroisses. C'est la confession protestante la plus importante dans l'est du Bade-Wurtemberg. L'Église protestante luthérienne en Wurtemberg est membre de la Communion d'Églises protestantes en Europe. Il est membre de la Fédération luthérienne mondiale et d'un membre associé de l'Église protestante luthérienne unie d'Allemagne. 
L'Église gère un séminaire à Tübingen appelé le Tübinger Stift. Les paroisses les plus remarquables de l'Église protestante luthérienne de Wurtemberg sont la Stiftskirche à Stuttgart, l'Eglise principale d'Ulm (Minster), l'église Saint-Killian de Heilbronn, l'Église Sainte-Marie de Reutlingen, l'église Saint-Dionysius à Esslingen, ainsi que l'église Saint-Michel à Schwäbisch Hall.

## Histoire
En 1534, Ulrich, duc de Wurtemberg, adopte la Réforme protestante et l'impose dans son duché. Le duc, qui devint plus tard le roi de Wurtemberg, sera dès lors le chef temporel et spirituel de l'église d'État en tant que summus épiscopus, réunissant ainsi sur sa personne les pouvoirs laïc et religieux. Le réformateur Johannes Brenz a été invité à réformer l'église d'État suivant les enseignements de Martin Luther. Il est enterré dans la Stiftskirche de Stuttgart.
Luthérienne depuis ses débuts, l'Église protestante d'État de Wurtemberg suit cependant la tradition liturgique réformée, ce qui signifie qu'elle est très simple. La forme luthérienne du culte est rarement pratiquée, sauf dans l’ancienne province de Hohenzollern, autrefois indépendante. Des Hussites, des Vaudois puis des Huguenots ont trouvé refuge dans le duché. 
À partir de la deuxième moitié du XVIIe siècle, l'influence piétiste est fortement ressentie en Wurtemberg. Le duc Eberhard-Louis de Wurtemberg nomme une série de pasteurs piétistes comme prédicateurs à sa cour. Le grand savant Johann Albrecht Bengel est par ailleurs l'une des figures marquantes du piétisme wurtembergeois. Les cercles de prière et d'étude biblique hérités du piétisme font partie des pratiques courantes actuelles de l’Église protestante luthérienne en Wurtemberg. 
Jusqu'en 1806, le duché de Wurtemberg était un territoire purement protestant. Puis l'agrandissement du Wurtemberg y a inclus des territoires catholiques (Haute-Souabe) ce qui a mis fin à l’uniformité religieuse du territoire.
Après la fin de la première Guerre mondiale, le roi Guillaume II de Wurtemberg a été contraint d’abdiquer. L'église n'avait donc plus de dirigeant, d’autant moins que c’était l’héritier d’une branche catholique de la famille qui était son successeur. L'église luthérienne ne pouvait donc pas l'accepter comme summus episcopus. Les principaux ecclésiastiques ont donc pris le contrôle de l'église. Après la mort du roi Guillaume II en exil en octobre 1921, l'Église protestante d'État de Wurtemberg adopta une nouvelle constitution en 1923/24 et installa un président d'église en tant que chef de l'église ; en 1933, sous l'impulsion de l'administration nazie désireuse de renforcer un contrôle de nature hiérarchique sur les églises, il reçut le titre Landesbischof.
Enclavé dans le territoire du Wurtemberg, l'arrondissement ecclésiastique (Kirchenkreis) de l'église protestante de l'ancienne Union prussienne de la province de Hohenzollern a adopté la supervision de l'Église protestante d'État de Wurtemberg d’abord provisoirement en 1945 puis définitivement le 1er avril 1950, mettant ainsi fin à son rattachement à l'ancienne province ecclésiastique prussienne de Rhénanie devenue entretemps l'Église protestante en Rhénanie.
L'Église protestante luthérienne du Wurtemberg a accueilli la 11e Assemblée générale de la Fédération luthérienne mondiale à Stuttgart du 20 au 27 juillet 2010.
L'ordination des femmes a été autorisé comme dans toutes les autres églises de l'EKD.

## Parenté avec l’Église luthérienne de Montbéliard
Il existe une parenté entre l’Église protestante luthérienne en Wurtemberg et l’Église luthérienne de Montbéliard. La Réforme a été introduite à Montbéliard par Ulrich VI de Wurtemberg en 1534 donc simultanément avec les autres territoires dépendant du duché de Wurtemberg. Par la suite, et jusqu'à la Révolution française, tous les pasteurs montbéliardais seront formés à l'Université de Tübingen, en Wurtemberg, afin de leur assurer une formation purement luthérienne. C'est là que Jean-Frédéric Nardin rencontrera le piétisme dont il sera l'un des diffuseurs à Montbéliard et en Suisse.